# Махмуд-Кіян
Махмуд-Кіян (перс. محمودكيان) — село в Ірані, у дегестані Тагер-Ґураб, у Центральному бахші, шагрестані Совмее-Сара остану Ґілян. За даними перепису 2006 року, його населення становило 397 осіб, що проживали у складі 109 сімей.